# 114987 Tittel
A 114987 Tittel (ideiglenes jelöléssel 2003 QW68) a Naprendszer kisbolygóövében található aszteroida. Sárneczky Krisztián és Sipőcz Brigitta fedezték fel 2003. augusztus 26-án.
Nevét Tittel Pál (1784 – 1831) magyar csillagász, római katolikus pap után kapta.